# Tinga
La tinga es un platillo típico mexicano, elaborado con carne deshebrada (de pollo, puerco o res) en una salsa a base de jitomate, cebolla, ajo y chile chipotle. Generalmente, se consume en tostada, taco, quesadilla o molote, acompañado de aguacate, queso fresco, lechuga picada, crema o rábano.
Se trata de un plato sencillo, muy popular en el centro del país y muy versátil; existen tingas de atún, mero u otros pescados, y recetas de tinga vegetariana, a base de zanahoria, camote, u hongos. En Morelos, por ejemplo, es típico comer tinga de hongo de cazahuate. En el Estado de México, se puede encontrar tinga de chorizo verde. En Tlaxcala, suele incluir chorizo o longaniza y papa. Asimismo, en algunas casas se mezclan carnes de pollo, res o puerco.

## Origen
Si bien, la tinga se consume hoy en todo el centro y sur de México, se presume que tiene un origen poblano. En su Diccionario de mejicanismos (1895), Francisco J. Santamaría define «tinga» como término coloquial para referirse a algo «vulgar» o «desordenado». Sin embargo, no define un origen etimológico para tal palabra.
La tinga aparece por primera vez documentada en el libro de cocina La cocinera poblana, de 1881. En él se describen hasta siete recetas de tinga diferentes:

- Tinga escandalosa: se cuecen papas, y por otro lado se fríe cebolla junto con longaniza, chorizón, carne maciza de puerco y chorizo. Se mezcla con las papas y se sirve con chipotles en vinagre, aguacate y cebolla rebanada. Su nombre probablemente provenga por la gran variedad de carnes que incluye.
- Tinga poblana: de todas, es la receta más parecida a la actual tinga de pollo, a pesar de que también lleva pescado. Se cuece un pollo y se deshebra, y por otro lado se fríen en manteca de puerco, jitomate, cebolla, ajo y perejil, y se les agrega caldo del pollo, rajas de chipotles en vinagre y sardina. Finalmente, se sirve con lechuga y aguacate.
- Otra tinga: se hace lo mismo que en la anterior, aunque en vez de usar carne de pollo se usa carne de cerdo y longaniza fritos, y se sirve con lechuga, rábano y queso añejo.
- Otra: se pican cebollas, ajos y chipotles, y se fríen con longaniza y carne de puerco. Se sirve con una cucharada de aceite y queso fresco.
- Tinga caliente: en este caso, se cuece el chipotle primero y luego se agrega a una cazuela con manteca y aceite donde se están friendo la cebolla y el jitomate. Se cuece montalaya (corte de puerco de baja calidad) y se agrega a la cazuela. Finalmente se sirve con queso fresco y aguacate.
- Tinga fría: se desvenan y pican chipotles en vinagre, para luego mezclarlos con cebolla rebanada, aceite y aguacate.
- Tinga de chile meco: se usa chile meco, que es un chile jalapeño seco. Se rehidratan una noche entera en agua con sal. Se fríen en manteca y aceite junto con jitomate, cebolla y ajo picados. Luego se grega agua, sal y rebanadas de calabacita. Se agrega carne de lomo, longaniza, chorizo, costilla y chorizón, todo frito. Finalmente se sirve con cebolla, aguacate, lechuga, rábano, aceite y queso añejo.

La cocinera poblana (1881)